# پندوشسه
پندوشسه یا پاندوساشا(قرن پنج پیش از میلاد)، شاهدخت هخامنشی و یکی از دختران داریوش بزرگ بوده‌ است. نام او در الواح گلی تخت جمشید آورده شده و به میزان ۶۰ کورات آرد دریافت کرده. پندوشسه همسر باکانشاکه بوده که در الواح از او به عنوان داماد شاه یاد شده. به گفته هرودوت فرزند آن‌ها بسکس یکی از فرماندهان پارسی بوده است.